# Anthony John Maas

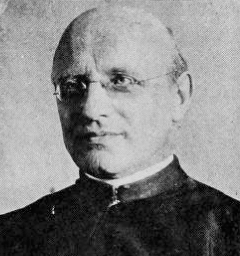
Anthony John Maas (1859–1927)

Anthony John Maas SJ (* 1858 in Barkhausen; † 1927 in St. Andrew-on-Hudson bei Poughkeepsie) war ein deutsch-amerikanischer römisch-katholischer Priester und Bibelwissenschaftler.

## Leben
Maas wurde 1858 im damals preußischen Westfalen in Barkhausen geboren, erhielt sowohl staatlichen als auch privaten Unterricht und besuchte das Gymnasium in Arnsberg.
Maas trat 1877 in den Vereinigten Staaten von Amerika dem Jesuitenorden bei, setzte seine spirituelle und wissenschaftliche Ausbildung in den Niederlassungen der Gesellschaft Jesu im Manresa House, New York, in Woodstock, Maryland, sowie im katalonischen Manresa fort und empfing 1887 die Priesterweihe. Er wurde Professor für Studien der Heiligen Schrift (1897–1905) am Woodstock College, Mitherausgeber der Zeitschrift The Messenger in New York (1905-1907), Rektor des Woodstock College (1907–1912) und Provinzial der Ordensprovinz New York-Maryland mit Sitz im Staat New York (1912–1927), wo er im Jesuitenseminar St. Andrew-on-Hudson nördlich von Poughkeepsie (heute zu Hyde Park) 1927 verschied.

## Kritik der Bibelkritik
Auf scharfsinnige, gelehrsame und teils amüsante Weise setzt Anthony J. Maas sich mit seiner Meinung nach überspannten redaktionsgeschichtlichen Hypothesen zur Entstehung der fünf Bücher Mose auseinander. So schreibt er als Fazit einer gründlichen Untersuchung des Problems in der Catholic Encyclopedia über die von ihm zuvor in ihren wichtigsten Argumenten entkräfteten Theorien, welche aufgrund textimmanenter Indizien die Autorschaft des Mose leugnen und an ihrer statt höchstelaborierte, kleinstteilige Mutmaßungen zur Textgeschichte anstellen:
„Auf den ersten Blick ist man erschlagen vom komplexen Gepräge dieser Theorie; in der Regel ist die Wahrheit einfacher gestrickt. Zweitens ist man von der einzigartigen Natur der Hypothese beeindruckt; die Antike bietet nichts, was ihr gleichkäme. Drittens ist man, wenn man den Pentateuch im Lichte dieser Theorie liest oder studiert, vom launenhaften Charakter des Redaktors beeindruckt; er behielt oft bei, was hätte ausgelassen werden sollen, und er ließ aus, was hätte beibehalten werden sollen. Die Kritiker selber müssen, ein ums andere Mal, ihre Zuflucht zur Arbeit des Redaktors nehmen, um ihre eigene Sicht auf den Pentateuch zu retten. Ein Schreiber zögerte vor kurzem nicht, den komplexen Redaktor einen genialen Esel zu nennen. Viertens ist ein wahrheitsliebender, geradliniger Leser natürlich bestürzt über die literarischen Erdichtungen und Fälschungen, die herausgeberischen Veränderungen und Unterschlagungen, welche die kritische Theorie zu den Pentateuchdokumenten impliziert. Die gemäßigten Kritiker streben dieser Unannehmlichkeit zu entkommen: manche berufen sich auf den Unterschied zwischen altertümlichem und modernem Standard literarischer Echtheit und editorischer Sorgfalt; andere heiligen de facto die Mittel durch das Ziel. Oettli betrachtet das Dilemma ‚entweder das Werk des Mose oder das Werk eines Betrügers‘ als Ausdruck schierer Unvernunft; Kautzsch verweist salbungsvoll auf die Tiefe der Weisheit und Erkenntnis Gottes, dessen Wege wir nicht ergründen können, sondern bewundern müssen. Der linke Flügel des Kritizismus gesteht offen ein, dass es zwecklos ist, die Angelegenheit zu vertuschen; es sei nun einmal das Ergebnis wissenschaftlicher Forschung, dass sowohl Form als auch Inhalte eines großen Teils des Alten Testaments auf bewusster Erdichtung und Fälschung gründe.“
Anthony J. Maas zeigte sich verwundert über die Verschlossenheit eines Großteils der kritizistischen Forscher gegenüber den guten Argumenten hervorragender Gelehrter, welche die Möglichkeit der mosaischen Urheberschaft vernünftig darlegten – und deren Diskussionsbeiträge dennoch nicht zur Kenntnis genommen beziehungsweise nicht denkerisch verarbeitet wurden –, sowie über den paradoxen Mangel einer grundsätzlich erkenntniskritischen und damit auch selbstkritischen Haltung eines Großteils gerade der Kritizisten. So schreibt Maas: “Former views are simply killed by silence; even Reuss and Dillmann are junk-iron, and there is a noticeable lack of judgment as to what can or cannot be known.” (deutsch: „Frühere Ansichten werden einfach totgeschwiegen; sogar Reuss und Dillmann sind altes Eisen, und es herrscht ein merklicher Mangel an Urteilsvermögen hinsichtlich dessen, was man wissen kann oder nicht wissen kann.“)

## Schriften
Monographien
- The Life of Jesus Christ according to the Gospel History. B. Herder, St. Louis, Missouri 1891.
- A Day in the Temple. B. Herder, St. Louis, Missouri 1892.
- Christ in Type and Prophecy. Benziger brothers, New York/Cincinnati 1893–96.
- The Gospel According to Saint Matthew with an Explanatory and Critical Commentary. B. Herder, St. Louis, Missouri 1898.

Artikel
- In der Encyclopedia Americana, New York 1920: New Testament Criticism.
- In The Catholic Encyclopedia, New York 1907–1914: Abba, Absinthe, Abyss, Acacia, Alexander, Antichrist, Aquila and Priscilla, Babel, Editions of the Bible, Versions of the Bible, Genealogy of Jesus Christ, Christology, Elect, Elohim, Emmanuel, Ephod, Biblical Exegesis, Character of Jesus Christ, Chronology of the Life of Jesus Christ, Early Historical Documents on Jesus Christ, Bl. Virgin Mary u. a.